# Подијум
„Подијум ” је југословенски ТВ мјузикл из 1980. године који је режирао Жарко Драгојевић.

## Улоге
| Глумац           | Улога                |
| ---------------- | -------------------- |
| Зоран Миљковић   | Бук                  |
| Горан Милошевић  | Певач                |
| Богољуб Петровић | Ждракула             |
| Јелена Тинска    | Милица, Аска, Јелена |